# Gopo pentru cea mai bună muzică originală
Gopo pentru cea mai bună muzică originală este un premiu acordat în cadrul galei Premiilor Gopo.
Câștigătorii și nominalizații acestei categorii sunt:

## Anii 2000
- 2007 Alexander Bălănescu - Cum mi-am petrecut sfârșitul lumii
  - Grupul Rotaria - A fost sau n-a fost?
  - Vlaicu Golcea - Legături bolnăvicioase

- 2008 Cristian Lolea - Îngerul necesar
  - Petru Mărgineanu - Logodnicii din America
  - Cristian Matei - După ea

- 2009 Laurent Couson - Restul e tăcere
  - Petru Mărgineanu - Schimb valutar
  - Thomas Osterhoff - Cocoșul decapitat

## Anii 2010
- 2010 Armand Amar - Concertul
  - Hanno Höfer, Laco Jimi - Amintiri din Epoca de Aur
  - Pessi Levanto - Întâlniri încrucișate
  - Steven Stapleton, Geoff Cocs - Katalin Varga

- 2011 Vasile Șirli - Caravana cinematografică
  - Anatol Ștefăneț - Nuntă în Basarabia
  - Diego Losa, François Petit - Europolis
  - Mircea Florian - Kapitalism - Rețeta noastră secretă

- 2012 Piotr Dziubek  – Crulic - drumul spre dincolo
  - Cheloo  – Tanti
  - Dragoș Alexandru  – Bună! Ce faci?
  - Pablo Malaurie Cabanillas  – Loverboy
  - The Young Gods  – Copilăria lui Icar

- 2013 Vasile Șirli  – Undeva la Palilula
  - Johannes Malfatti  – Tatăl fantomă
  - Paul Ilea  – Și caii sunt verzi pe pereți
  - Vlaicu Golcea  – Despre oameni și melci

- 2014 Jon Wygens  – Domnișoara Christina
  - Sorin Romanescu  – Afacerea Tănase
  - Sebastian Zsemlye, Adrian Sitaru  – Domestic
  - Nathan Larson  – O vară foarte instabilă
  - Vasile Șirli  – Sunt o babă comunistă

- 2015 Laurent Couson  – Closer to the Moon
  - Mircea Florian  – Ana
  - Adrian Enescu  – Kyra Kyralina
  - Pedro Negrescu  – Q.E.D.

- 2016 Alexander Bălănescu  – Muntele magic
  - Vlaicu Golcea  – Lumea e a mea
  - Cristian Lolea  – Carmen

- 2017 Codrin Lazăr, Sorin Romanescu  – Câini
  - Mircea Florian  – 03.Bypass
  - Jean Paul Wall  – Dincolo de calea ferată
  - Flora Pop, Alin Zăbrăuțeanu  – Două lozuri
  - Cristian Lolea  – Orizont

- 2018 Nae Caranfil, Bogdan Dimitriu, Liviu Mănescu  – 6,9 pe scara Richter
  - Răzvan Enciu, Ferenc Darvas  – La drum cu tata
  - Vladimir Cosma  – Octav
  - Jurjak, Ana Dubyk  – Planeta Petrila
  - Marius Leftărache  – Un pas în urma serafimilor

- 2019 Massimiliano Narduli  – Charleston
  - Pauchi Sasaki  – Dragoste 1. Câine
  - Vasile Șirli  – Moromeții 2
  - Hristo Namilev  – Povestea unui pierde vară
  - Nainita Desai  – România neîmblânzită

## Anii 2020
- 2020 Pablo Pico  – Călătoria fantastică a Maronei
  - Julio de la Rosa  – Parking
  - Cornel Țăranu  – Cardinalul
  - Cristian Lolea  – Zavera
  - Ivo Paunov și Einstürzende Neubauten  – Nu mă atinge-mă

- 2021 Marius Leftărache, Matei Stratan și Cristina Chiosea  – Urma
  - Bartosz Chajdecki  – Dragoste 2. America
  - Flora Pop  – Totul nu va fi bine

- 2022 Alexei Țurcan  – România Sălbatică
  - Octavian Albu „Otto“, Cardinal  – Otto barbarul
  - Petre Bog  – Tata mută munții
  - Thierry Malet  – Luca
  - Vasile Șirli  – Scara

- 2023 Alexander Bălănescu, Ada Milea  – Insula
  - Martin Kohlstedt  – Balaur
  - Marius Leftărache  – Oameni de treabă
  - Matei Stratan  – Spioni de ocazie
  - Vlaicu Golcea  – Uneori ninge cu zăpadă, alteori cu întuneric

- 2024 Marius Leftărache  – Boss
  - Piotr Kurek  – Mammalia
  - Alexei Țurcan  – Visul
  - Alin Zăbrăuțeanu, Călin Torsan  – Warboy

- 2025 Marius Leftărache, Nikita Dembinski  – Nasty
  - Mihnea Irimia  – Căsătoria
  - Eduard Dąbrowski  – Clara
  - Janja Lončar  – Horia
  - Cristian Lolea  – Moromeții 3